# Улангомська культура
Улангомська культура (за термінологією А. П. Дерев'янко чандманська 
) — археологічна культура V-III ст. до Р. Х. скіфо-сибірського типу на території Північно-Західної Монголії. 
Культура виділена під час радянсько-монгольської експедиції в 1972—1974 роках. , матеріали яких опубліковані Е. А. Новгородової в 1989 р. залишено населенням європеоїдного вигляду. 
Разом з тим, Н. М. Мамонова зазначала, що з останків зустрічаються черепи, у яких монголоїдні особливості виражені досить чітко. 
Порівняльний аналіз чоловічих і жіночих черепів дозволив їй дійти висновку у тому, частка монголоїдності у жіночій групі виражена значно сильніше, ніж у чоловічої. Присутність монголоїдних рис у європеоїдному типі похованих свідчило, на її думку, у тому період відбувалося змішання двох антропологічних типів древнього населення Монголії. 
Ця інформація має велике значення для вивчення етнічних контактів між населенням культури, що залишила Улангомський могильник, та культури плиткових могил у скіфський час.
Зустрічаються поховання двох типів — у зрубах та у кам'яних ящиках. 
У похованнях є судини, глиняні та дерев'яні. 
Інвентар поховань говорить про складання улангомської культури під впливом попередньої карасуцької культури.